# Gentiana hesseliana
Gentiana hesseliana là một loài thực vật có hoa trong họ Long đởm. Loài này được Hosseus mô tả khoa học đầu tiên năm 1911.